# COROT-2b
COROT-2b – planeta pozasłoneczna należąca do grupy gorących jowiszów, okrążająca gwiazdę COROT-2, przypominającą Słońce na wcześniejszym etapie rozwoju. Jej odkrycie ogłoszono 20 grudnia 2007.
Ma ona masę ponad trzykrotnie większą niż Jowisz i zaskakująco duży promień – prawie 1,5 promienia Jowisza. Planeta znajduje się bardzo blisko jej słońca, w odległości około dziesięć razy większej niż odległość Ziemi od Księżyca, i jest nieustannie poddawana działaniu promieniowania rentgenowskiego gwiazdy.